# Волков, Владимир Константинович
Влади́мир Константи́нович Во́лков (15 декабря 1930, Воронеж — 6 ноября 2005, Москва) — советский и российский историк-славист, специалист в области новейшей истории стран Восточной Европы, истории международных отношений и внешней политики России. Член-корреспондент РАН с 26 мая 2000 года по Отделению истории (всеобщая история).

## Биография
В 1949 году поступил на исторический факультет МГУ им. М. В. Ломоносова, специализировался по кафедре истории южных и западных славян. Редактор отдела вещания на Болгарию и Албанию Главного управления радиовещания Министерства культуры СССР (1954—1956). С 1956 года работал в Институте славяноведения и балканистики АН СССР в должностях младшего научного сотрудника, научного сотрудника, старшего научного сотрудника, с 1970 года заведовал сектором истории международных отношений. Кандидат исторических наук (1964, диссертация «Германо-югославские отношения и развал Малой Антанты (1933—1938)»), доктор исторических наук (1980, диссертация «Мюнхенский сговор и балканские страны»), профессор (1989). Директор Института славяноведения (1987—2004). С 1992 года — член бюро Отделения истории РАН, с 1994 года — член Президентского совета и научного совета при Совете безопасности РФ. Сопредседатель российско-польской комиссии историков (2000—2005), главный редактор журнала «Славяноведение» (2001—2005).
Заместитель председателя Национального комитета российских историков, президент Международной ассоциации по изучению славянских культур при ЮНЕСКО, вице-президент Международной ассоциации по изучению Юго-Восточной Европы, член ряда других международных научных организаций.
Подготовил 8 кандидатов исторических наук. Владел английским, немецким, сербохорватским и болгарским языками.
Погиб в автокатастрофе. Похоронен в Москве на Востряковском кладбище.

## Научная деятельность
В. К. Волков исследовал идейные истоки и геополитические концепции германской политики «Drang nach Osten», показал взаимозависимость течений, определяемых понятиями «пангерманизм» и «панславизм». Разрабатывал проблемы истории Второй мировой войны, внешнеполитические аспекты складывания и функционирования социалистического лагеря в Европе. Исследовал конфликты между социалистическими странами в послевоенный период; занимался также историей балканского кризиса, проблемами распада СССР и образования СНГ. В работах уделял большое внимание перспективам славяноведческих исследований в России, высказывался в пользу приоритетного развития украинистики и белорусистики.

## Основные работы
Автор более 150 опубликованных работ объёмом свыше 250 авторских листов.

### Монографии
- «Германо-югославские отношения и развал Малой Антанты (1933—1938)» (1966)
- «Операция „Тевтонский меч“» (1966)
- «„Дранг нах Остен“ и народы Центральной, Восточной и Юго-Восточной Европы (1871—1918)» (1977, редактор)
- «Мюнхенский сговор и балканские страны» (1978)
- «Комплексные проблемы истории и культуры народов Центральной и Юго-Восточной Европы» (1979, совм. с В. А. Дьяковым и В. И. Злыдневым)
- «СССР и страны народной демократии: становление отношений дружбы и сотрудничества (1944—1949)» (1985, совм. с В. Я. Сиполсом)
- «Мюнхен — преддверие войны: исторические очерки» (1988, редактор)
- «Узловые проблемы новейшей истории стран Центральной и Юго-Восточной Европы» (2000)
- «Восточная Европа между Гитлером и Сталиным (1939—1941)» (2000; совм. с Л. Я. Гибианским)
- «Studia Polonica» (2002, совм. с И. Е. Адельгейм, В. В. Мочаловой и О. В. Цыбенко)
- «Двести лет новой сербской государственности» (2005, редактор)

### Статьи
- «Внешняя политика Югославии в 1935—1936 гг.» // «Советское славяноведение», 1965, № 1
- «К вопросу о происхождении терминов „пангерманизм“ и „панславизм“» // «Славяно-германские культурные связи и отношения» (1969)
- «Основные этапы развития славяно-германских отношений в XIX—XX вв. в свете германской империалистической политики „Дранг нах Остен“: проблемы и задачи исследования» // «Исследования по славяно-германским отношениям» (1971)
- «Внешнеполитические концепции германского империализма и их проявления в отношениях со странами Центральной, Восточной и Юго-Восточной Европы» // «Германская восточная политика в Новое и Новейшее время: проблемы истории и историографии» (1974)
- «Отношения между Советским Союзом и социалистической Югославией: опыт истории и современность» // «Вопросы истории», 1988, № 7 (в соавт. с Л. Я. Гибианским)
- «Советско-германские отношения и советская политика на Балканах накануне гитлеровского нападения на СССР (осень 1940 — первая пол. 1941 гг.)» // «Международные отношения и страны Центральной и Юго-Восточной Европы в период фашистской агрессии на Балканах и подготовки нападения на СССР (сентябрь 1940 — июнь 1941 гг.)» (1992)
- «Этнократия — непредвиденный феномен посттоталитарного мира» // «Политические исследования», 1993, № 2
- «Трагедия Югославии» // «Новая и новейшая история», 1994, № 4—5
- «Повторит ли Россия судьбу Югославии?» // «Российское аналитическое обозрение», 1998, № 8—9
- «Македонский вопрос в политике и науке» Архивная копия от 13 февраля 2014 на Wayback Machine // «Македония: проблемы истории и культуры» (1999)
- «Советско-германское противоборство на Балканах во второй половине 1940 г.: мотивы и характер» // «Война и политика (1939—1941)» (2000)
- «Современное состояние славянского мира и его будущее» // «Информационный бюллетень Библиотечной ассамблеи Евразии. Вып. 12» (2000)
- «Новый мировой порядок» и балканский кризис 90-х годов" Архивная копия от 8 марта 2016 на Wayback Machine // «Новая и новейшая история», 2002, № 2

## Награды
Был награждён орденом Почёта (1997), офицерским крестом Ордена Заслуг перед Республикой Польша (2001) и пятью медалями.